# 藥倍安心爭議
「藥倍安心」爭議（英語：MediSafe controversy）是香港一宗於2025年6月爆發的科學及學術倫理爭議。其緣起於聖保羅男女中學中四學生潘浠淳聲稱自行開發的人工智能醫療系統「藥倍安心」（英語：MediSafe），於其以該系統報名參與多項本地與國際大型創科賽事並獲獎後，被揭發涉嫌請槍作弊行為、未經病人授權使用醫療數據及以違規手法取得第三方版權資料，引發廣泛社會爭議，並促使多個政府及教育機構介入調查。

## 背景

### 人物
事件主角潘浠淳事發時於聖保羅男女中學就讀中四。其曾在多個音樂及創科比賽中獲獎，亦曾參與多項義工活動以及中華人民共和國政府主辦的憲法主題活動。其父潘冬平為國際肝癌權威，曾於2020年2月因涉及自我宣傳違反專業守則被裁定專業失當，被判停牌1個月但獲緩刑6個月；其母潘彭詠枝則曾任香港大學醫學院外科系助理教授，其叔父潘冬松亦曾任同系直腸外科副教授。
事件吹哨人則為香港城市大學數學系學生鄭曦琳，就讀環球精研與科創課程。

### 藥倍安心
「藥倍安心」是一款以人工智能驅動的網頁應用程式，該系統可在短時間內協助醫院診所處理大量處方，並連接不同醫療部門，為病人提供跨院區的人工智能輔助服務。系統會透過交叉檢查藥物及病患資料庫，自動核對病人的藥物過敏史、長期用藥及臨床情況，並於發現處方或劑量存在潛在問題後，即時發出警示提醒醫護人員。潘浠淳受訪時表示，開發該系統的原因時希望避免醫生涉藥物處方失誤導致病人死亡而被控誤殺的事件再度發生，並透露正為「藥倍安心」系統申請專利，會繼續完善系統，爭取將系統落地應用，更有意朝科研或創科方向繼續發展。她表示已有醫生試用項目，為過千名病人處方藥物，至今系統未有出錯，準確度達百分之百，而她曾向78名醫生諮詢項目的建議，其中76位推介繼續使用。
該項目獲得以下獎項：
- 2024年香港資訊及通訊科技獎特別嘉許獎、金獎、學生創新獎—初中及大獎[15]
- 第50屆日內瓦國際發明展銀獎（香港教育局支持的代表團）[17]
- 2024亞太資訊及通訊科技大獎（Asia Pacific ICT Alliance Award）季軍（學生類別－小學及初中學生）[18][19]
- 首屆「少年創科達人大獎」[20]
- 第26屆香港青少年科技創新大賽“中學研究及發明（初中：生物及健康）”一等獎[21][22]

## 過程

### 爭議爆發
鄭曦琳發現「藥倍安心」項目當中的技術和編程語言非常複雜，涉及整合前端的界面和後端的系統，再成為可用、甚至商用級的平台，需要多年編程經驗才能掌握，而且不少編程界人士會在代碼托管平台GitHub分享代碼，但她未見潘浠淳在GitHub的帳號和以往的編程紀錄，因此感到奇怪，故在2025年6月中旬於社交平台Threads上發文，公開質疑「藥倍安心」項目。她表示該項目的技術架構及功能超出一名中四學生合理完成的範圍，質疑實際開發者可能為第三方商業公司，而非學生本人獨立製作。此外，鄭曦琳亦指出此項目研發者曾在訪問中提及曾使用「至少100位病人」的病歷資料進行測試。同時，她附上平台的簡介海報，認為科研展覽很多時候是「富家子弟玩具」，表示「大家都知道中學生根本做不到什麼東西出來。」這引發對數據來源合法性的質疑。有網民質疑，其數據可能來自潘浠淳之父潘冬平創辦的診所，並認為如果病人未有明確授權，有可能觸犯香港《個人資料（私隱）條例》。
潘浠淳其後在LinkedIn發文回應，批評鄭曦琳惡意批評及削弱從事STEM的香港女性，也貶低她為作品付出的心力，形容這種“有毒風氣”必須停止。潘浠淳作出回應後，有網民嘗試登入「藥倍安心」網站，卻導向至美國公司（AIHS）網站，內有「藥倍安心」平台介紹，標明「藥倍安心」為香港肝膽胰及結直腸微創外科中心委託進行的開發計劃，而該中心由潘冬平、潘冬松兄弟創辦及營運；同時稱公司花八星期完成計劃，功能包括可在三秒內顯示用藥禁忌警報。AIHS於6月17日把資料改為公司利用八星期時間「協助改善」AI藥物處方軟體，包括改善使用者體驗、縮短偵測延遲及除錯等。潘浠淳其後把LinkedIn貼文刪去。
另一方面，潘浠淳在多個創科比賽中宣稱，“藥倍安心”系統整合了來自Drugs.com、RxList和WebMD這三大醫藥網站的藥品及藥物過敏數據。不過，有網民發現，這三家網站的條款細則均明確禁止自動化數據抓取（如爬蟲）及商業用途，也未提供公開的應用程序接口（API）。因此，“藥倍安心”自稱通過API接入數據，存在誤導性。唯一可能的數據獲取方式，就是違反網站規定的自動化爬蟲技術。此外，這些網站嚴格禁止將其數據用於商業化目的以及再分發。其版權聲明明確規定，所有數據僅限於個人、非商業用途。任何未經授權對數據進行複製、再利用、整合至AI平台並進行商業化運作的行為，均直接違反了上述網站的版權條款。同時，按照參賽規則，參賽作品必須為原創，並不得侵犯第三方知識產權，意味著潘浠淳有可能違反了規則。鄭曦琳亦向Drugs.com查詢，對方回應指並未授權讓“藥倍安心”複製、散佈和使用網頁上的資料，而在未經授權下使用網頁的內容會構成侵犯版權和違反使用條款，並表示已向“藥倍安心”發信，要求將有關內容移除。
潘冬平回應事件時指出項目使用的是模擬病人數據，強調未有洩露病人資料，並表示相信比賽方會得出公正結論。聖保羅男女中學則發表簡短聲明，表示知悉事件，正進行了解與跟進。數字政策辦公室表示非常重視事件，已要求主辦機構香港教育城及標準保證委員會進行「全面調查」。作為選派學生赴日內瓦的機構，香港資優教育學苑與香港新一代文化協會於6月20日公布初步調查結果，指學生並無違規，表示系統所用數據為模擬資料，而且學生在賽後才接觸外部公司。6月28日，香港資優教育學苑院長黃金耀接受傳媒訪問時，表示對潘浠淳被網民批評及質疑感到痛心，更一度為此拿手帕拭眼淚，但亦相信對方有能力處理事件。個人資料私隱專員公署則確認收到一宗投訴，正按既定程序處理。

### AIHS回應事件
2025年8月4日，AIHS聯合創始人兼行政總裁艾哈邁德·傑馬（Ahmed Jemaa）發表聲明，表示團隊於2024年3月受潘母彭詠枝的委託協助開發項目，分3個階段製作、升級和完善項目，直至2025年6月，顯示潘浠淳所得獎項均於該公司插手後才獲得。團隊從網上討論發現有學生把該公司協助開發的最簡可行產品當作自己作品參加比賽，並獲得多個獎項，但團隊起初不知情。該公司並表示客戶只是提供理念，沒有提供任何代碼、用戶體驗設計或技術架構，團隊是從零開始開發該產品，並未用真實病人數據。事件曝光後，客戶要求改寫團隊的案例研究，要求用詞由「從零建構」改為「商業推廣」，並提出向該公司付費，以繼續協助處理對公眾和機構的資訊，公司對此感不安而拒絕再聯繫。
傑馬亦提到事件發酵後，香港資優教育學苑及香港教育城曾聯絡AIHS，故AIHS向對方提交合約、電郵紀錄和付款紀錄等與彭詠枝交涉的證明。然而，兩間機構在7月中回覆，指潘浠淳早在2024年已提交參賽作品，認為有充分原因相信「作品是原創並且由學生獨自創作」，又要求AIHS對外口徑一致，以及將傳媒查詢轉介給他們。後來，AIHS兩度提供抗辯證據，但未獲對方回覆。
香港資優教育學苑回應時表示，潘浠淳於2024年1月已正式向「第26屆香港青少年創新科技大賽」遞交作品，亦已提供有關概念及雛形，可證實其原創性，而比賽規則以概念原創性為評審重點，因此認為作品符合甄選及得獎資格，亦取得聖保羅男女中學老師電郵書面確認，證明潘浠淳早於2023年10月已提出“藥倍安心”的概念。日內瓦國際發明展香港聯絡人楊孟璋回應時表示，潘浠淳在日內瓦參賽時，向評委展示其創意概念，並輔以一套自行開發的原型程式來說明，基於其創意和原型而獲獎，強調其並未採用任何專業系統做展示。教育局則表示已要求香港資優教育學苑及本地比賽主辦機構等了解及跟進處理，會繼續與相關單位保持聯絡，了解情况。潘冬平則表示，由於比賽單位仍在進行調查，他不便回應傳媒查詢，而有關資料已提交給比賽單位，相信其會根據全面資料作出公正判斷。香港教育城回應香港電台查詢時表示，已要求有關機構及人士提供更多資料，以進一步了解及釐清有關事實，並强調一直以嚴謹、透明、公平公正的方式積極跟進此個案，跟進工作仍在進行。
另一方面，鄭曦琳在傑馬發表聲明後，以潘浠淳於日內瓦國際發明展中所用的海報，詢問傑馬該作品是否由AIHS研發，而傑馬表示海報所顯示的使用者介面與“藥倍安心”的最新版本類似，顏色、設計和元素亦與公司發布的一致，顯示界面似乎是基於該公司的工作。

### 香港資優教育學苑公佈調查結果

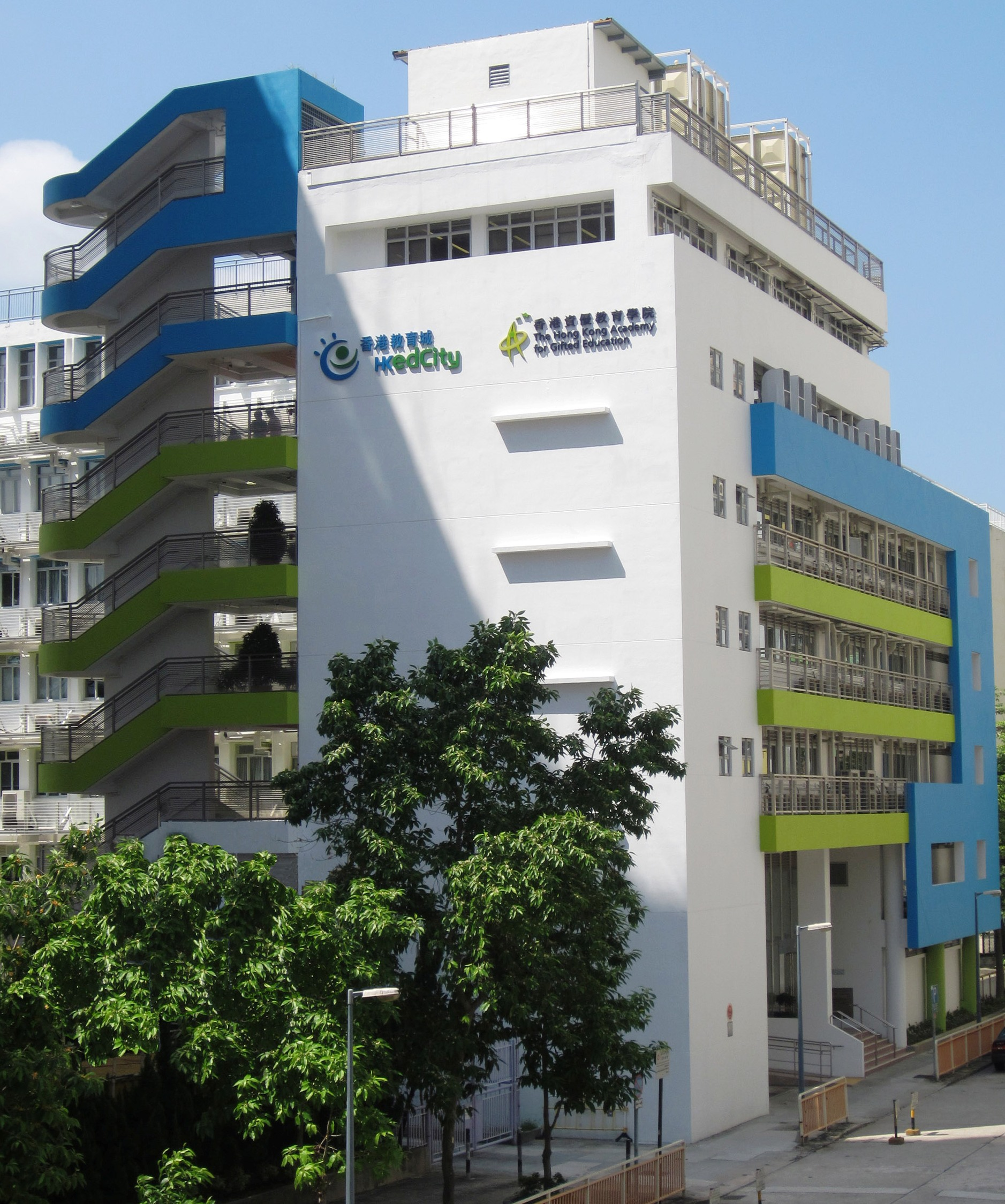
香港資優教育學苑及香港教育城辦公室

香港資優教育學苑於2025年8月18日公佈調查結果，確認該作品符合比賽規則並屬學生原創。調查重點包括驗證作品原創性及參賽合規性，結果顯示學生早在2023年10月已向老師提出概念，並於2024年1月至2月向部份香港比賽提交詳細方案，時間早於涉事美國科技公司公開相關資訊的2024年網誌內容。學苑接納「藥倍安心」為學生原創，並澄清其參賽作品與商業化產品的關聯性難以直接界定，而對於AIHS提到其作品「完全從零開始」，學苑認為說法值得商榷。學苑檢視多項比賽評審準則，確認學生作品符合創新性、科學性及實用性等要求。日內瓦國際發明展主辦方亦回覆，學生憑原型程式及創意概念獲獎，未使用專業系統展示。關於數據使用，學苑指出學生標明模擬病人數據，藥物數據庫亦允許非商業用途，但提醒需改善展示用詞以避免誤解。學苑建議未來比賽加強申報機制，強調人工智能及數據使用的道德規範，同時呼籲各界停止對各方的網絡攻擊，回歸理性討論。聲明重申比賽初衷在於鼓勵學生探索創新，獎項非唯一目標，並期望社會營造包容環境支持學生成長。
同日晚上，籌辦2024年香港資訊及通訊科技獎的香港教育城亦公佈調查結果，表示比賽規例提到參賽者不需強制提交任何實體製成品或模型，可自由決定是否準備相關展示，項目是以創新及創意、設計功能性等分高下，產品展示並不影響評審結果。教育城認為所得資料可證明藥倍安心的概念為原創，因此決賽評審一致贊成保留「藥倍安心」的參賽資格及該學生所得獎項。數字政策辦公室亦回應傳媒，表示尊重及支持有關決定。另一方面，鄭曦琳在社交平台作出回應，強調經過比對後注意到潘浠淳在所有比賽中均遞交由AIHS開發的程式，且AIHS已表示潘浠淳於日內瓦國際發明展所展示的是該公司的程式，而非“同學輔以一套自行開發的原型程式進行說明”。傑馬則表示正準備公佈更多資料，以回應調查結果。
鄭曦琳其後接受傳媒訪問時，表示對有關調查結果持保留態度，並對比賽評審標準與公平性提出質疑。她強調，科學項目不僅需要原創概念，更應重視實踐過程與學生自主執行的能力，認為若只憑構思評分，將忽略實際研發的重要性。她指出，若允許參賽者將作品外判予第三方完成，將嚴重破壞比賽公平性，使資源充足的學生享有不當優勢，違背鼓勵學生自主創新的初衷。她引用多個比賽的規定，如「香港青少年創新科技大賽」要求學生獨立或小組共同完成作品，以及「香港資訊及通訊科技獎」強調創新與研發須源自本地資源，質疑外判開發作品是否符合競賽精神。此外，她批評相關機構未正面回應「請槍」指控，反而將媒體查詢轉介給自身，此舉令人感到缺乏透明度，甚至可能包庇作弊行為，損害公眾對比賽公正性的信任。鄭曦琳呼籲學苑與教育城公開回應質疑，透明化調查過程，並建議未來評審制度應嚴格審查作品原創性，例如評估學生能力範圍及檢視實際製作證明，以確保比賽真正公平、公正。另外，由於潘浠淳曾稱有逾千個病人經「藥倍安心」獲處方藥物，鄭曦琳認為這些數據有可能在未獲病人同意下被儲存至系統內，甚至泄漏到海外的伺服器。她亦擔心如平台透過Microsoft Azure的人工智能服務整合雲端資料庫的病患和藥物資料，數據有機會被傳送至海外伺服器，失去香港法律的保障。

## 反響
事件獲得社會各界廣泛關注，並引申對多個議題的討論。

### 吹哨者受滋擾
鄭曦琳揭發事件後，屢次受到滋擾及攻擊。她曾在Medium網站上透露，自揭發事件後，她在Threads上收到匿名帳號的威脅訊息，聲稱要控告她誹謗，並附帶恐嚇言論，如「你不知道你得罪了甚麼人」，甚至有人攻擊她的雙性戀取向，將其與「獸交」相提並論。她還指出，有Facebook專頁公開其個人資料後，發文暗示她的吹哨行為可能因「聖保羅男女中學與香港城市大學的密切關係」而影響其獎學金。此外，有人在新聞報道中盜用她的照片和姓名，創建虛假LinkedIn帳戶，並在履歷中將她標註為「性工作者」。網絡上亦出現大量貶低她專業能力的言論，例如將她參與的Google DeepMind項目貶稱為普通的「夏令營」。2025年8月12日，鄭曦琳在社交網站透露有陌生人在其住所門外大聲叫囂，要求她出來，騷擾持續約10分鐘。她隨即致電管理處，獲悉早在半小時前已有相關報告，確認同一樓層有人滋事。她在兩日後向警方報案。鄭曦琳亦在專訪中透露，她揭發事件後因贊助商對社群形象的擔憂，為免拖累團隊及社群，主動辭去「香港Google開發者社區」的「組織者」 職位。她表示曾被提醒潘家牽涉複雜的「權貴關係」，或會影響未來求職，但她沒有退縮，認為只要光明正大、腳踏實地，就不會受到影響。她亦認為既然潘浠淳獲得政府資助到瑞士參與比賽，公眾作為納稅人，有權得知事件進展。
立法會議員張欣宇則認為警方應當處理對吹哨者起底、滋擾的行為，並循刑事方向調查，亦認為可參考海外經驗研究立法保護機構內部的吹哨者。另一議員江玉歡回應事件時表示，此事涉及學術誠信、公帑運用、公平原則，如有人因揭露事件而受到恐嚇屬違法，政府部門和公帑資助機構都應介入處理，又稱「如果作品有問題，不光彩地獲獎，對香港形象百害而無一利。」

### 創科比賽制度及風氣
鄭曦琳在接受《東張西望》訪問時，表示沒有後悔揭發事件，認為事件已非單一作品爭議，而是揭露香港創科比賽制度的不公，導致比賽失去公平性。她指出參賽作品與學生能力不符的現象令人悲哀，並打擊誠實學生公平參賽的意願。而她其後在與《端傳媒》的專訪中，透露揭發事件的目的是希望讓比賽公平進行，並引發公眾對不良競爭風氣的反思。她主張參賽者應專注於享受學習和創建的過程，而非僅僅為了升學或名譽而參賽。她指出，香港的創科比賽通常允許較長的研發期，無需現場製作作品，這使得參賽者可能隱瞞外部協助，而外國常見的黑客松模式則要求限時現場編程，透明度更高，相對公平。
此外，鄭曦琳質疑部分評判缺乏技術背景，難以識別作品是否由他人代勞。她認為香港比賽過分側重商業價值，如市場定位和可行性，而輕視技術本身，評審多來自投資、銀行或學術界，而非技術領域。同時，她提到在擔任中學科研比賽評審時，雖懷疑有項目獲老師協助，但因缺乏實質證據無法跟進或取消資格。她指出，這種「請槍」現象可能已成為常態，儘管肉眼可疑，但無證據便難以制裁，從而削弱了比賽的公正性。
時事評論員馮睎乾認為，這樁醜聞不僅牽涉比賽倫理、學術操守，還引發公眾對有關私隱及侵權的疑問，而香港資優教育學苑、教育城及新一代文化協會亦有包庇潘浠淳之嫌。他認為如有關方面無法給公眾一個合理交代，會影響日後香港舉辦的科研比賽的公信力。
香港浸會大學創業助理總監陳銳文認為，雖然在商業世界裡，支付第三方協助處理產品的技術部分屬於常態，不過若學生自稱是發明人，將此類作品作為個人原創參賽，但實際上與產品的規格關係不大，或沒有太多參與到這個「業務」的運作中，則可能被視為「欺詐」。他認為在一些發達國家或地區，精英學校和家長給予學生和子女的資源與其他學校或背景的學生之間的差距正在擴大。

### 生成式人工智能所造成影響
公共政策顧問林緻茵在專欄文章中探討人工智能普及帶來的新問題和作弊的社會成本。她認為生成式人工智能的普及使作弊更便利和隱蔽，而且模糊了作弊的界線。她認為作弊會造成不同影響，如削弱學生的探索精神和原創能力，導致作品趨同、挫敗真正有才能的學生，降低他們的參與動機、影響資源分配和階層流動及侵蝕社會信任，增加監管與修復成本。

## 外部連結
- 鄭曦琳的Threads
- 【完整分析及證據】香港名校中學生發明「MediSafe/藥倍安心」應用程式之爭議